# قلابة (طيران)

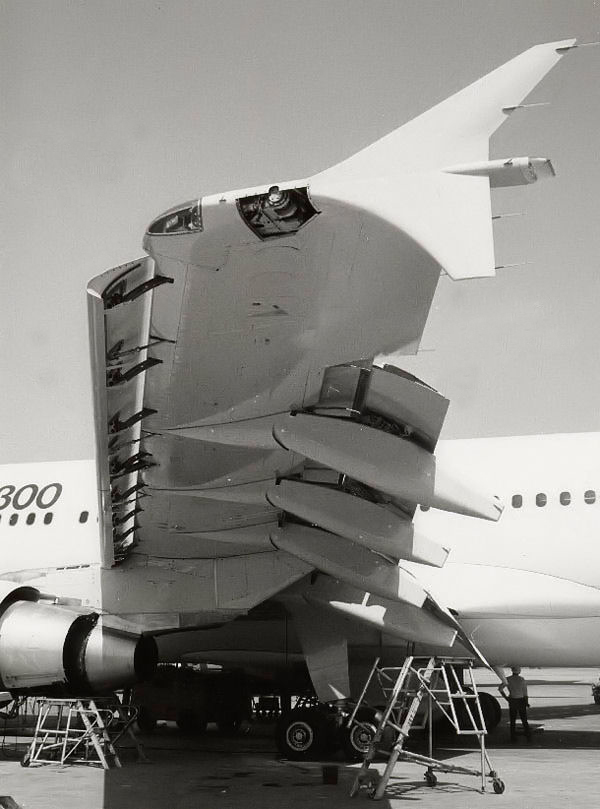
تمتد القلابات الخلفية إلى اليمين على متن طائرة نموذجية (طائرة إيرباص إيه 300). يتم أيضًا تمديد شرائح الحافة الأمامية، على اليسار.

قلاّبة (flap) عبارة عن جهاز رفع عالي يستخدم لتقليل سرعة توقف جناح الطائرة عند وزن معين. عادة ما يتم تثبيت القلابات على الحواف الخلفية للجناح للطائرة ذات الأجنحة الثابتة. يتم استخدام القلابات لتقليل مسافة الإقلاع ومسافة الهبوط. تتسبب القلابات أيضًا في زيادة السحب بحيث يتم سحبها عند عدم الحاجة إليها.
القلابات المثبتة على معظم الطائرات هي قلابات ذات الامتداد الجزئي؛ يمتد من بالقرب من جذر الجناح إلى الطرف الداخلي للجنيحات. عندما يتم تمديد القلابات ذات الامتداد الجزئي فإنها تغير توزيع الرفع الممتد على الجناح عن طريق التسبب في النصف الداخلي من الجناح لتزويد نسبة متزايدة من الرفع، والنصف الخارجي لتوفير نسبة مخفضة من الرفع. إن تقليل نسبة الرفع الذي يوفره النصف الخارجي من الجناح مصحوبًا بتقليل زاوية الهجوم على النصف الخارجي. هذا مفيد لأنه يزيد الهامش فوق لانهيار النصف الخارجي، مما يحافظ على فعالية الجنيح ويقلل من احتمالية التوقف غير المتماثل والدوران.
يؤدي تمديد القلابات إلى زيادة الحدبة أو انحناء الجناح، مما يرفع من معامل الرفع الأقصى أو الحد الأعلى للرفع الذي يمكن أن يولده الجناح. يسمح هذا للطائرة بتوليد الرفع المطلوب بسرعة منخفضة، مما يقلل السرعة الدنيا (المعروفة باسم سرعة التوقف) التي تحافظ فيها الطائرة على طيرانها بأمان. تؤدي الزيادة في الحدبة أيضًا إلى زيادة سحب الجناح، وهو ما يمكن أن يكون مفيدًا أثناء الاقتراب والهبوط، لأنه يسمح للطائرة بالهبوط بزاوية أكثر انحدارًا. بالنسبة لمعظم تكوينات الطائرات، يتمثل أحد الآثار الجانبية المفيدة لنشر القلاّبات في انخفاض زاوية ميل الطائرة مما يؤدي إلى خفض الأنف وبالتالي تحسين رؤية الطيار للممر فوق مقدمة الطائرة أثناء الهبوط. مع ذلك، هناك تأثير جانبي آخر، اعتمادًا على نوع القلاّبة، والموقع على الجناح وسرعة الانتشار أثناء التمديد، وهو أن القلابات ستؤدي إلى انخفاض زاوية الهجوم المشار إليها (أو بالنسبة للجناح غير المتغير) في غضون فترة زمنية قصيرة بسبب زيادة في لحظة نزول الأنف إلى أسفل والتي هي سمة لجميع القلابات ذات الحافة الخلفية، بالإضافة إلى الحافة الأمامية للقلابات، ثم يتبعها ارتفاع الأنف (الميل لأعلى) بسبب الزيادة في الرفع، وبالتالي حجب رؤية الطيار لـلمدرج إذا لم يتم اتخاذ أي إجراء بشأن مدخلاتالميل.
هناك العديد من التصميمات المختلفة للقلابات، مع اختيار محدد يعتمد على حجم وسرعة وتعقيد الطائرة التي سيتم استخدامها، بالإضافة إلى العصر الذي تم فيه تصميم الطائرة. تعد القلابات العادية، والقلابات المشقوقة، قلاّبة فاولرر هي الأكثر شيوعًا. يتم وضع قلابات كروغر على الحافة الأمامية للأجنحة وتستخدم في العديد من الطائرات النفاثة.
تعمل أنواع قلابات فاولر وفيري-يونغمان وقاوج على زيادة مساحة الجناح بالإضافة إلى تغيير الحدبة. يقلل سطح الرفع الأكبر من تحميل الجناح، وبالتالي يقلل من سرعة التوقف.
يتم تركيب بعض القلابات في مكان آخر. تشكل القلابات الأمامية الحافة الأمامية للجناح وعندما يتم نشرها فإنها تدور لأسفل لزيادة حدبة الجناح. كان لدى متسابق دي هافيلاند دي أتش.88 كوميت قلاّبات تعمل تحت جسم الطائرة وأمام الحافة الخلفية للجناح. تحتوي العديد من طائرات (Waco Custom Cabin) ذات السطحين على القلابات ذات الوتر الأوسط على الجانب السفلي من الجناح العلوي.

## مبادئ العملية
توضح معادلة رفع الطائرة العامة هذه العلاقات:
{\displaystyle L={\tfrac {1}{2}}\rho V^{2}SC_{L}}
حيث:
- L هي كمية الرفع المنتجة،
- {\displaystyle \rho } هي كثافة الهواء،
- V هي السرعة الجوية الحقيقية للطائرة أو سرعة الطائرة بالنسبة إلى الهواء
- S هي مساحة الجناح
- {\displaystyle C_{L}} هو معامل الرفع، والذي يتم تحديده من خلال شكل الجنيح المستخدم والزاوية التي يلتقي بها الجناح مع الهواء (أو زاوية الهجوم).

هنا، يمكن ملاحظة أن زيادة المساحة (S) ومعامل الرفع ({\displaystyle C_{L}}) السماح بتوليد قدر مماثل من الرفع بسرعة جوية منخفضة (V).

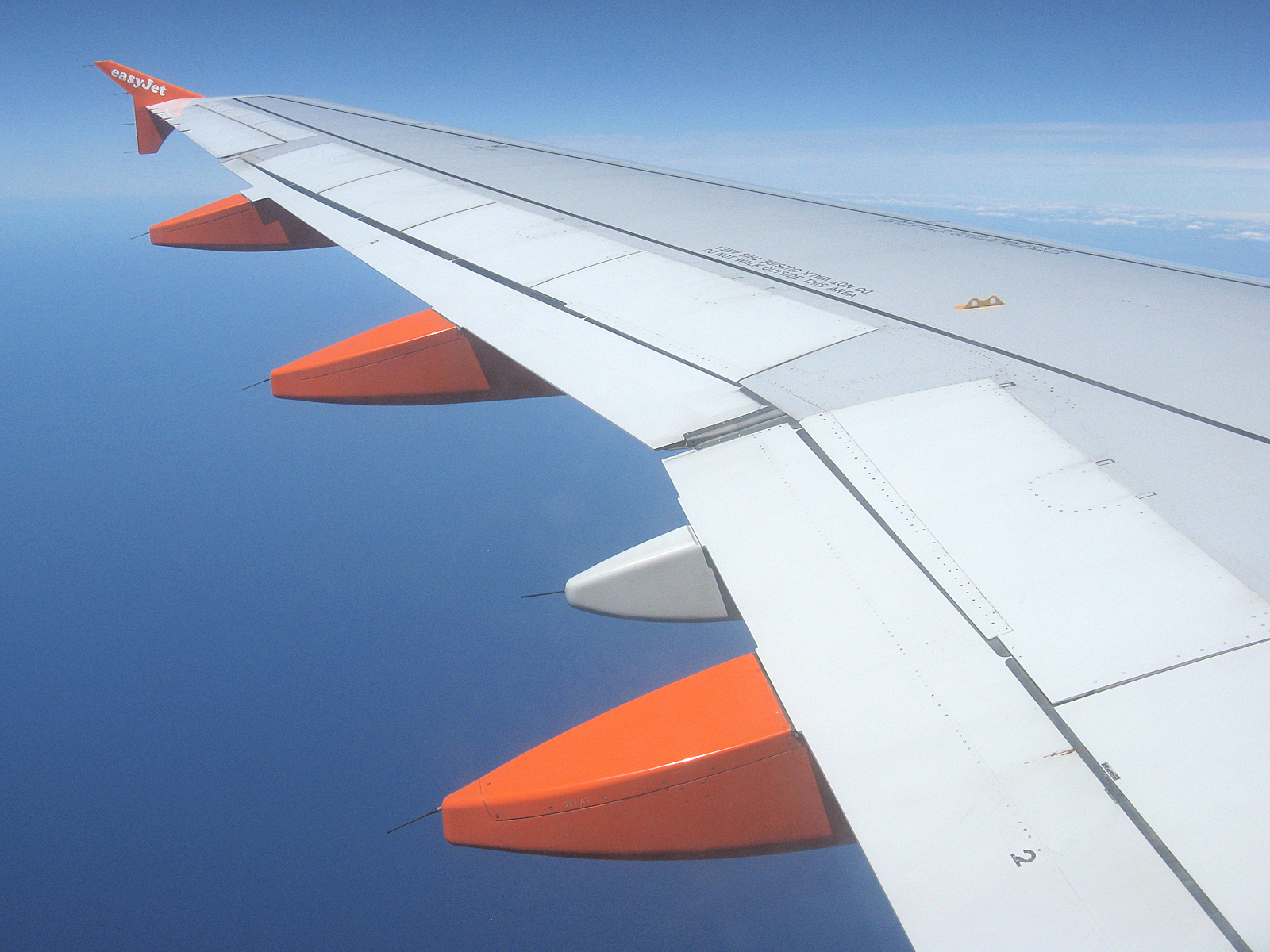
القرون البرتقالية الثلاثة عبارة عن أشكال انسيابية تبسط آليات مسار القلاّبة. تقع القلابات (اثنان على كل جانب، في طائرةإيرباص إيه 319) فوقها مباشرة.

يؤدي تمديد القلابات أيضًا إلى زيادة معامل السحب للطائرة. لذلك، لأي وزن وسرعة جوية معينة، تزيد القلابات من قوة السحب. تزيد القلابات من معامل السحب للطائرة بسبب السحب المستحث العالي الناتج عن التوزيع المشوه للرفع الممتد على الجناح مع تمديد القلابات. تزيد بعض القلابات من مساحة الجناح، وبالنسبة لأي سرعة معينة، فإن هذا يزيد أيضًا من مكون السحب الطفيلي للسحب الكلي. وبالتالي، يتم استخدام القلابات على نطاق واسع في عمليات الإقلاع والهبوط القصيرة (STOL).

### القلابات أثناء الإقلاع
اعتمادًا على نوع الطائرة، قد يتم تمديد القلابات جزئيًا للإقلاع. عند استخدامها أثناء الإقلاع، تؤثرالقلابات بمسافة المدرج ومعدل التسلق: يقلل استخدام القلابات من المسافة اللازمة للإقلاع ولكنه يقلل أيضًا من معدل الصعود. كمية القلاب المستخدمة عند الإقلاع محددة لكل نوع من الطائرات، وتقترح الشركة المصنعة حدودًا وقد تشير إلى الانخفاض في معدل الصعود المتوقع. يوصي دليل الطيار التشغيلي لسيسنا 172 بشكل عام بـ 10 درجات من القلابات عند الإقلاع، خاصةً عندما تكون الأرض خشنة أو ناعمة.

### القلابات أثناء الهبوط

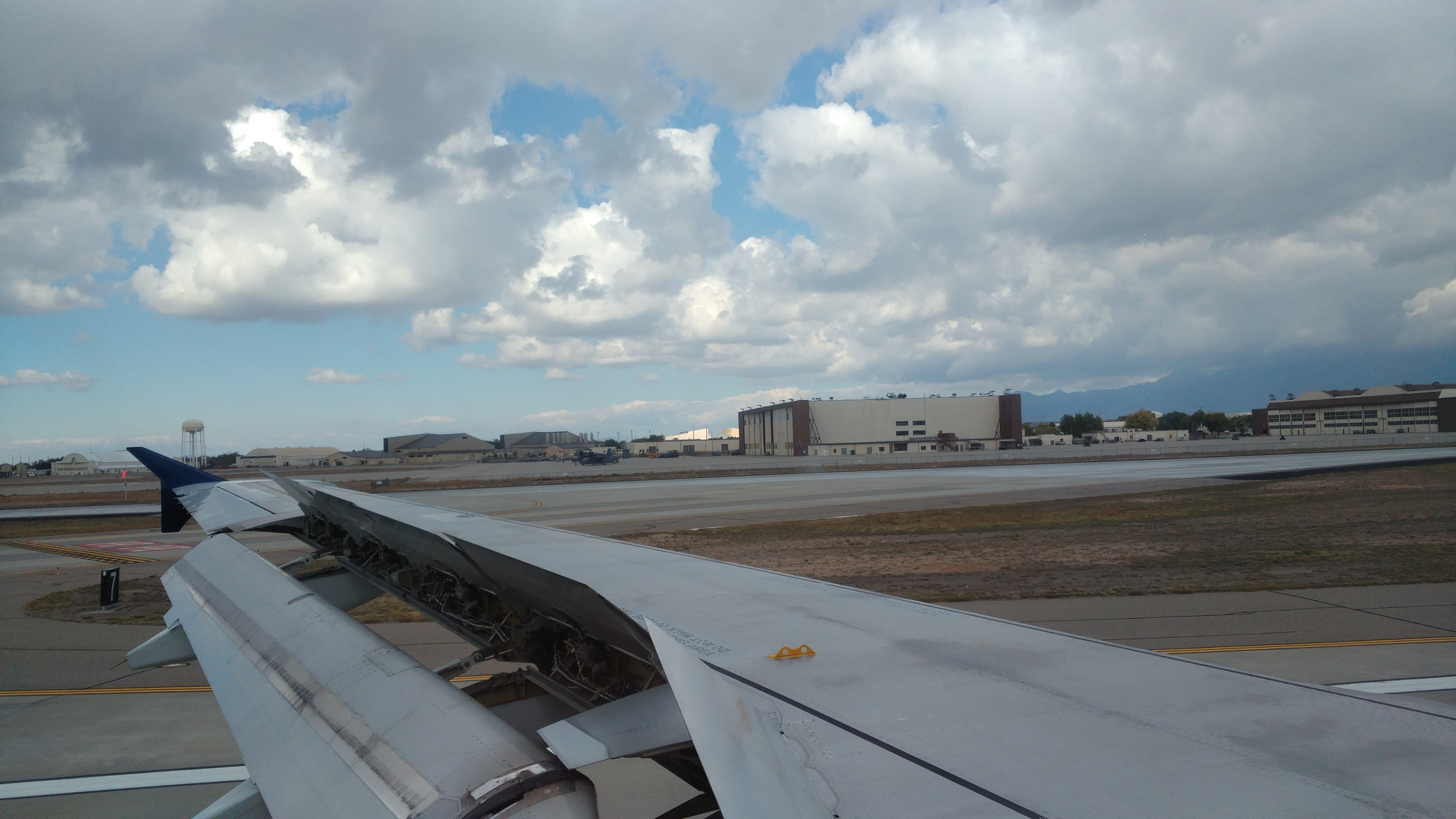
القلابات أثناء تدحرج الأرض بعد الهبوط، مع رفع المفسدين، وزيادة السحب.

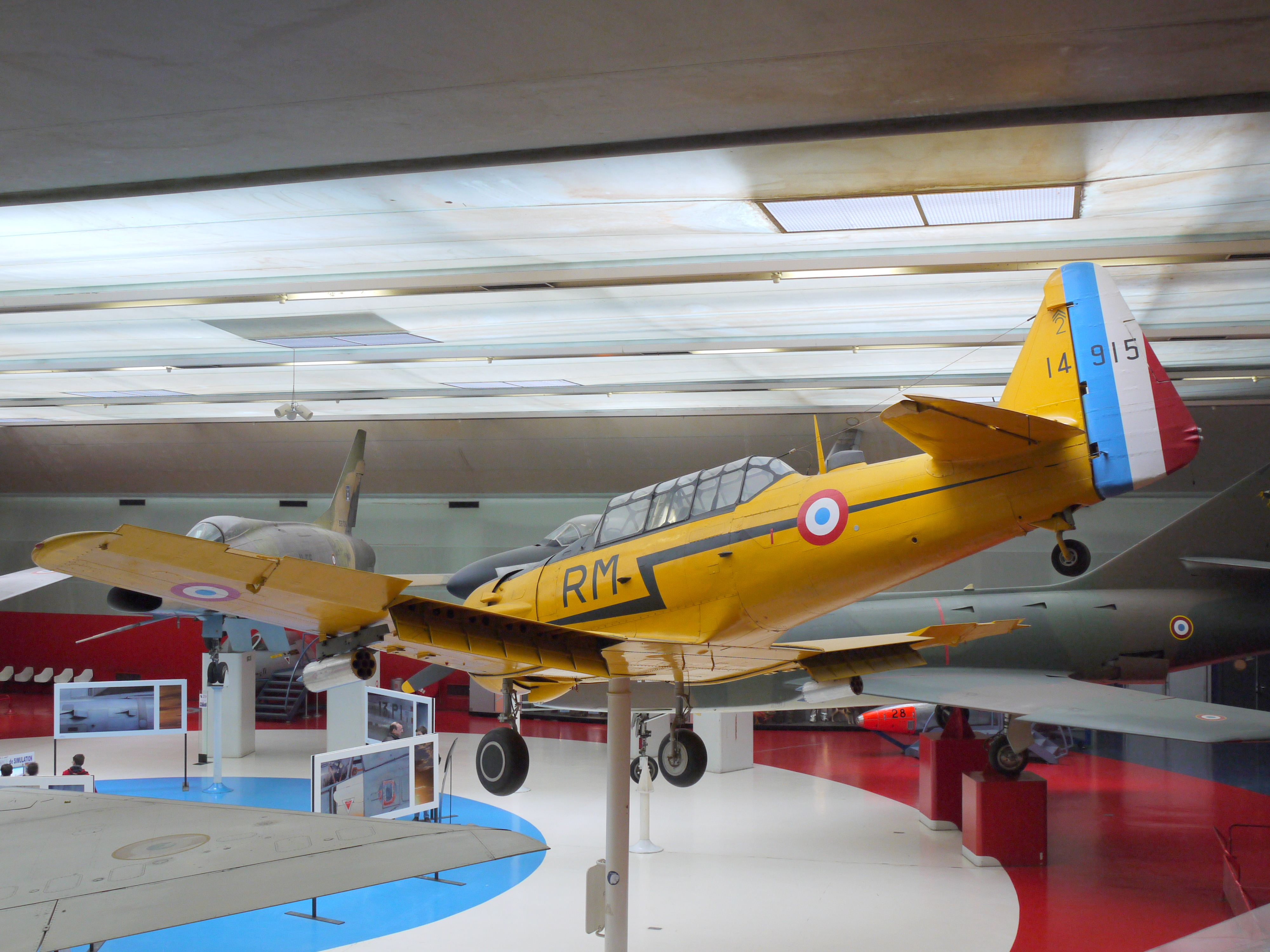
طائرة التدريب نورث أمريكان تي-6، يُظهر القلابات الالمنفصلة

قد يتم تمديد القلابات بالكامل للهبوط لإعطاء الطائرة سرعة توقف منخفضة بحيث يمكن الاقتراب من الهبوط بشكل أبطأ، مما يسمح أيضًا للطائرة بالهبوط على مسافة أقصر. يسمح الرفع والسحب الأعلى المرتبط بالقلابات الممتدة بالكامل بالاقتراب الأكثر انحدارًا وأبطأ من موقع الهبوط، ولكنه يفرض صعوبات في المناولة في الطائرات ذات التحميل المنخفض جدًا للجناح (أي أن يكون وزنها قليلًا ومنطقة جناح كبيرة). الرياح عبر خط الرحلة، والمعروفة باسم الرياح المستعرضة، تسبب الجانب المواجه للريح من الطائرة في توليد المزيد من الرفع والسحب، مما يتسبب في دوران الطائرة، والانحراف عن مسار الرحلة المقصود، ونتيجة لذلك تهبط العديد من الطائرات الخفيفة مع انخفاض إعدادات قلاّبة في الرياح المستعرضة. علاوة على ذلك، بمجرد أن تكون الطائرة على الأرض، قد تقلل القلابات من فعالية المكابح لأن الجناح لا يزال يولد قوة رفع ويمنع وزن الطائرة بالكامل من الاستلقاء على الإطارات، وبالتالي زيادة مسافة التوقف، خاصة في المناطق الرطبة أو الجليدية الظروف. عادة، يقوم الطيار برفع القلابات في أسرع وقت ممكن لمنع حدوث ذلك.

### القلابات المناورة
لا تستخدم بعض الطائرات الشراعية القلابات عند الهبوط فحسب، بل تستخدم أيضًا أثناء الطيران لتحسين حدبة الجناح للسرعة المختارة. أثناء عملية التسخين الحراري، قد يتم تمديد القلابات جزئيًا لتقليل سرعة المماطلة بحيث يمكن تحريك الطائرة الشراعية بشكل أبطأ وبالتالي تقليل معدل الغوض، مما يتيح للطائرة الشراعية استخدام الهواء المتصاعد للحرارة بشكل أكثر كفاءة، وتدويرها بشكل أصغر. دائرة لتحقيق أقصى استفادة من جوهر الحرارية.  في السرعات العالية، يتم استخدام إعداد القلاّبة سالب لتقليل لحظة نزول الأنف لأسفل. هذا يقلل من حمل الموازنة المطلوب على المثبت الأفقي، والذي بدوره يقلل من مقاومة القطع المرتبط بالحفاظ على الطائرة الشراعية في القطع الطولي.  يمكن أيضًا استخدام القلاّبة سالب أثناء المرحلة الأولية لإطلاق طائرة وفي نهاية تشغيل الهبوط من أجل الحفاظ على تحكم أفضل بواسطة الجنيحات. 
مثل الطائرات الشراعية، تستخدم بعض المقاتلات مثل (Nakajima Ki-43) أيضًا القلابات الخاصة لتحسين القدرة على المناورة أثناء القتال الجوي، مما يسمح للمقاتل بإنشاء مزيد من الرفع بسرعة معينة، مما يسمح بمنعطفات أكثر إحكامًا. يجب تصميم القلابات المستخدمة لهذا الغرض خصيصًا للتعامل مع الضغوط الأكبر ومعظم القلابات لها سرعة قصوى يمكن نشرها بها. عادة ما يكون لطائرة نموذج خط التحكم المصممة لمنافسة الأكروبات الدقيقة نوع من نظام اقلاّبة المناورة الذي يحركها في اتجاه معاكس للمصاعد، للمساعدة في تشديد نصف قطر المناورة.

### مسارات القلاّبة
يتم تصنيعها في الغالب من فولاذ (PH) والتيتانيوم، وتتحكم مسارات القلاّبة في القلابات الموجودة على الحافة الخلفية لأجنحة الطائرة. يتم تشغيل تمديد القلابات غالبًا على مسارات إرشادية. عندما تعمل هذه خارج هيكل الجناح، فقد يتم تعديلها لتبسيطها وحمايتها من التلف. تم تصميم بعض تصميمات مسار القلاّبة لتكون بمثابة أجسام مضادة للصدمات، مما يقلل من السحب الناجم عن موجات الصدمة الصوتية المحلية حيث يصبح تدفق الهواء ترانزيًا بسرعات عالية.

### ممرات تباعد
قد تكون هناك حاجة إلى ممرات أو فجوات في القلابات الخلفية لتقليل التداخل بين تدفق المحرك والقلابات المنتشرة. في حالة عدم وجود الجنيح الداخلي، والذي يوفر فجوة في العديد من تركيبات القلاّبة، فقد تكون هناك حاجة إلى قسم قلاّبة معدل. تم توفير بوابة الدفع على بوينغ 757 من خلال قلاّبة ذو فتحة واحدة بين القلابات ذات الفتحات المزدوجة الداخلية والخارجية. لا تحتوي طائرات A320 وA330 وA340 وA380 على جنيح داخلي. لا يلزم وجود بوابة دفع في القلاّبة المستمرة أحادية الشق. يمكن أن يتسبب التداخل في حالة الالتفاف بينما لا تزال القلابات منتشرة بالكامل في زيادة السحب والتي يجب ألا تؤثر على تدرج التسلق.

## أنواع القلاّبات

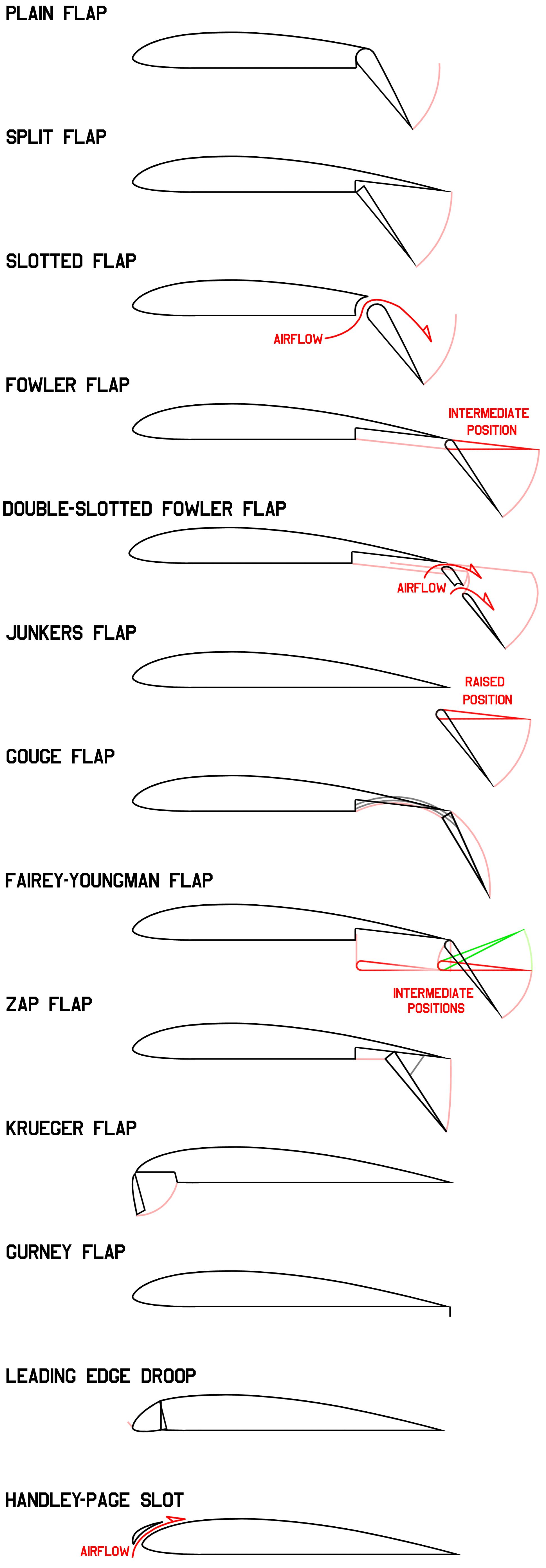
القلابات وأجهزة الرفع العالية. قلاّبة غورني مبالغ فيه من أجل الوضوح. تم تخطي القلاّبة المنفوخة حيث يتم تعديلها من أي نوع آخر. تشير الخطوط الباهتة إلى خط الحركة، ويشير اللون الأخضر إلى إعداد القلاّبة المستخدم أثناء الغوص.

### قلاّبة بسيطة
الجزء الخلفي من الجنيح يدور لأسفل على مفصلة بسيطة مثبتة في مقدمة الغطاء. قام المصنع الملكي للطائرات والمختبر الفيزيائي الوطني في المملكة المتحدة باختبار القلابات في عامي 1913 و 1914، ولكن لم يتم تركيبها في طائرة فعلية. في عام 1916، قامت شركة Fairey Aviation Company بإجراء عدد من التحسينات على طائرة سوبويث بيبي التي كانت تعيد بنائها، بما في ذلك براءات اختراع Camber Changing Gear، مما جعل فيري هامبل بيبي كما أعادوا تسميتها، وهي أول طائرة تطير بقلاّبة. كانت هذه القلابات ذات الامتداد الكامل والتي تضمنت الجنيحات، مما يجعلها أيضًا أول حالة من الجُنيح القلاّب (flaperons). لم يكن فايري وحده، حيث سرعان ما قام بريغيه بدمج القلابات الأوتوماتيكية في الجناح السفلي لطائرة الاستطلاع / القاذفة بريغيه 14 في عام 1917. نظرًا للكفاءة الأكبر لأنواع القلاّبات الأخرى، عادةً ما يتم استخدام القلاّبة العادية فقط عندما تكون البساطة مطلوبة.

### قلاّبة منفصل
يتوقف الجزء الخلفي من السطح السفلي للجنيح للأسفل من الحافة الأمامية للغطاء، بينما يظل السطح العلوي ثابتًا. يمكن أن يتسبب هذا في تغييرات كبيرة في التوازُن الطولي، مما يؤدي إلى تحريك الأنف إما لأسفل أو لأعلى. عند الانحراف الكامل، تعمل القلابات المنفصلة مثل المفسد، مما يضيف بشكل كبير إلى معامل السحب. كما أنه يضيف القليل من معامل الرفع. اخترعها أورفيل رايت وجيمس إم إتش جاكوبس في عام 1920، لكنها أصبحت شائعة فقط في الثلاثينيات ثم سرعان ما تم استبدالها.  كان دوغلاس دي سي -1 (السلف للطائرة دي سي-3 وسي-47) واحدًا من أوائل أنواع الطائرات التي تستخدم القلابات المنفصلة.

### قلاّبة مشقوقة
الفجوة بين الجنيح والجناح تدفع الهواء عالي الضغط من أسفل الجناح فوق القلاّبة مما يساعد على بقاء تدفق الهواء مرتبطًا بالقلاّبة، مما يزيد من قوة الرفع مقارنة بالقلاّبة المنفصلة. بالإضافة إلى ذلك، يتم زيادة الرفع عبر الوتر الكامل للجناح الأساسي بشكل كبير حيث يتم رفع سرعة الهواء الذي يخرج من الحافة الخلفية، من 80٪ من التدفق الحر غير القابل للقلاّبة إلى سرعة تدفق الهواء ذي الضغط المنخفض والسرعة الأعلى حول الحافة الأمامية للقلاّبة المشقوق. أي قلاّبة تسمح بمرور الهواء بين الجناح والغطاء تعتبر قلابة ة مشقوقة. كانت القلابة ة المشقوقة نتيجة البحث في هاندلي بيج، وهو نوع مختلف من الفتحة التي يعود تاريخها إلى عشرينيات القرن الماضي، ولكن لم يتم استخدامها على نطاق واسع حتى وقت لاحق. تستخدم بعض القلابات فتحات متعددة لتعزيز التأثير بشكل أكبر.

### قلاّبة فاولر
قلاّبة منقسم ينزلق للخلف، قبل أن يتدحرج لأسفل، وبالتالي يزيد الوتر الأول، ثم الحدب. قد تشكل القلاّبة جزءًا من السطح العلوي للجناح، مثل القلاّبة العادية، أو قد لا تشبه القلاّبة الالمنفصلة، ولكن يجب أن تنزلق للخلف قبل خفضها. كميزة مميزة - تميزها عن قلاّبة قاوج - توفر دائمًا تأثير الفتحة. اخترعها هارلان فاولر في عام 1924، واختبرها فريد ويك في اللجنة الاستشارية الوطنية للملاحة الجوية (NACA) في عام 1932. تم استخدامها لأول مرة في النموذج الأولي لمارتن 146 في عام 1935، وفي إنتاجها في عام 1937 لوكهيد سوبر إلكترا وما زالت تستخدم على نطاق واسع في الطائرات الحديثة، غالبًا مع فتحات متعددة.

### قلاّبة يونكرز
قلاّبة بسيطة مشقوقة تثبت أسفل الحافة الخلفية للجناح، وتدور حول حافته الأمامية. عندما لا تكون قيد الاستخدام، يكون لها مقاومة أكبر من الأنواع الأخرى، ولكنها تكون أكثر فاعلية في إنشاء رفع إضافي من القلاّبة البسيطة أو المنفصلة، مع الاحتفاظ ببساطتها الميكانيكية. اخترعها أوتو مادير في يونكرز في أواخر عشرينيات القرن الماضي، وشوهدت في أغلب الأحيان على يونكرز يو 52 ويونكرز يو 87 ستوكا، على الرغم من أن نفس التصميم الأساسي يمكن العثور عليه أيضًا في العديد من الطائرات الخفيفة الحديثة، مثل طائرة ديني كيتفوكس. يشار إلى هذا النوع من القلاّبة أحيانًا على أنها «رفرف خارجي» (external-airfoil flap).

### قلاّبة قاوج
نوع من القلاّبة المنفصلة تنزلق للخلف على طول المسارات المنحنية التي تجبر الحافة الخلفية للأسفل، مما يؤدي إلى زيادة الوتر والحدبة دون التأثير على التقليم أو الحاجة إلى أي آليات إضافية. اخترعها آرثر جوج لشركة شورت براذرز في عام 1936 واستخدمت في القوارب الطائرة شورت إمباير وسندرلاند، والتي استخدمت جنيح شورت (AD5) السميك جدًا. ربما كانت شركة شورت براذرز هي الشركة الوحيدة التي استخدمت هذا النوع.

### قلاّبة فيري-يونغمان
تنخفض لأسفل (لتصبح Junkers Flap) قبل الانزلاق للخلف ثم الدوران لأعلى أو لأسفل. كان شركة فيري للطيران أحد الدعاة القلائل لهذا التصميم، والذي تم استخدامه في فيري فايرفلاي وفيري باراكودا. عندما تكون في الوضع الممتد، يمكن إمالتها لأعلى (بزاوية سقوط سالبة) بحيث يمكن غطس الطائرة عموديًا دون الحاجة إلى تغييرات مفرطة في القطع. 

### قلاّبة زاب
بشكل شائع، ولكن بشكل غير صحيح، يُطلق عليه اسم Zapp flap،  اخترعها إدوارد إف زاباركا عندما كان مع برلينر / جويس وتم اختبارها على شركة الطائرات العامة الأرستقراطية في عام 1932 وعلى أنواع أخرى بشكل دوري بعد ذلك، لكنها لم تجد استخدامًا يذكر في طائرات الإنتاج بخلاف نورثروب بي. -61 أرملة سوداء. يتم تثبيت الحافة الأمامية للغطاء على مسار، بينما يتم توصيل نقطة في منتصف الوتر على اللسان عبر ذراع بمحور أعلى المسار مباشرةً. عندما تتحرك الحافة الأمامية للقلاّبة للخلف على طول المسار، فإن المثلث الذي يتكون من المسار والعمود وسطح اللوح (المثبت عند المحور) يضيقان وأعمق، مما يجبر الغطاء على الأسفل

### قلاّبة كروغر
قلاّبة مفصلي ينثني للخارج من تحت الحافة الأمامية للجناح بينما لا يشكل جزءًا من الحافة الأمامية للجناح عند التراجعيؤدي هذا إلى زيادة حدبة الجناح وسمكه، مما يؤدي بدوره إلى زيادة قوة الرفع والسحب هذا ليس هو نفسه لسديلة متدلية من الحافة الأمامية، حيث يتم تشكيلها من الحافة الأمامية بأكملها اخترع فيرنر كروغر في عام 1943 وتم تقييمه في غوتينجن، تم العثور على القلابات الجدارية كروغر في العديد من الطائرات ذات الأجنحة المجنحة الحديثة.

### قلاّبة غورني
علامة تبويب صغيرة عمودية ثابتة تتراوح بين 1 و 2٪ من وتر الجناح، مثبتة على جانب الضغط العالي للحافة الخلفية للجناح الجنيحي. تم تسميته على اسم سائق سيارات السباق دان غورني الذي أعاد اكتشافه في عام 1971، ومنذ ذلك الحين تم استخدامه في بعض طائرات الهليكوبتر مثل سيكورسكي إس-76بي لتصحيح مشاكل التحكم دون الحاجة إلى اللجوء إلى إعادة تصميم رئيسية. إنه يعزز كفاءة حتى الجنيحات النظرية الأساسية (المكونة من مثلث ودائرة متداخلة) إلى ما يعادل الجنيح التقليدي. تم اكتشاف المبدأ في ثلاثينيات القرن الماضي، ولكن نادرًا ما تم استخدامه ثم نُسي. استخدمت العلامات المتأخرة لـ سوبر مارين سبيتفاير حبة على الحافة الخلفية للمصاعد، والتي تعمل بطريقة مماثلة.

### قلاّبة الحافة الأمامية
تدور الحافة الأمامية بأكملها للجناح نحو الأسفل، مما يزيد من التقوس بشكل فعال ويقلل أيضًا من الوتر بشكل طفيف. الأكثر شيوعًا هو العثور عليها في المقاتلات ذات الأجنحة الرفيعة جدًا غير المناسبة لأجهزة الرفع العالية الأخرى الرائدة.

### قلاّبة نَفْخية
نوع من نظام التحكم في الطبقة الحدودية، تقوم القلابات النفْخية بتمرير الهواء الناتج عن المحرك أو العادم فوق القلابات لزيادة الرفع بما يتجاوز الحد الذي يمكن تحقيقه باستخدام القلابات الميكانيكية. تشمل الأنواع الأصلية (القلاب المنفوخ داخليًا) الذي ينفخ الهواء المضغوط من المحرك فوق الجزء العلوي من الغطاء، والغطاء المنفوخ خارجيًا، والذي ينفخ عادم المحرك فوق الأسطح العلوية والسفلية للغطاء، والسطح العلوي الذي ينفخ عادم المحرك فوق الجزء العلوي من الجناح والقلاّبة. أثناء إجراء الاختبارات في بريطانيا وألمانيا قبل الحرب العالمية الثانية،  وبدأت تجارب الطيران، لم تكن أول طائرة إنتاج ذات القلابات المنفوخة حتى 1957 لوكهيد تي2في سي ستار تم استخدام نفخ السطح العلوي في طائرة بوينغ واي سي-14 في عام 1976.

### قلاّبة مرنة
يُعرف أيضًا باسم «فلكسفويل» (FlexFoil). تفسير حديث لتواء الجناح، تعمل المحركات الميكانيكية الداخلية على ثني الشبكة التي تغير شكل الجنيح. قد يكون لها سدادة فجوة مرنة عند الانتقال بين الجنيحات الثابتة والمرنة

### فلابرون
نوع من سطح التحكم في الطائرة يجمع بين وظائف كل من الجنيحات والجنيحات.

### قلاّبة الحافة الخلفية المستمرة
اعتبارًا من عام 2014، طور باحثو مختبر أبحاث الجيش الأمريكي (ARL) في مركز أبحاث لانغلي التابع لناسا تصميمًا للقلاّبة النشط لشفرات مروحية دوارة. يستخدم الغطاء الخلفي المستمر (CTEF) مكونات لتغيير حدبة الشفرة أثناء الطيران، مما يلغي الحاجة إلى المفصلات الميكانيكية من أجل تحسين موثوقية النظام. تم إنشاء نماذج أولية لاختبار نفق الرياح
أكمل فريق من مختبر أبحاث جيش الولايات المُتحدة اختبارًا بالذخيرة الحية للشفرة الدوارة باستخدام تقنية التحكم في الشفرة الفردية في يناير 2016. استكشفت تجارب الذخيرة الحية الضعف الباليستي لتقنيات التحكم في الشفرة. أطلق الباحثون ثلاث طلقات تمثل حريقًا أرضيًا نموذجيًا على جزء شفرة دوار يبلغ طوله 7 أقدام و 10 بوصات مع (CTEF) بطول 4 أقدام في منشأة مختبر أبحاث جيش الولايات المُتحدة التجريبية للقاعدة الجوية

### الأجهزة ذات الصلة
- يتم تثبيت الشرائح والفتحات ذات الحافة الأمامية أعلى الحافة الأمامية للجناح، وفي حين أنها قد تكون إما ثابتة أو قابلة للسحب، فإنها توفر فتحة أو فجوة أسفل الشريحة لإجبار الهواء على الجزء العلوي من الجناح، وهو غائب على قلاّبة كروغر. إنها توفر رفع ممتاز وتعزز القدرة على التحكم بسرعات منخفضة. تسمح الشرائح الأمامية للجناح بالطيران بزاوية هجوم أعلى مما يقلل من مسافات الإقلاع والهبوط[30] قد يتم تجهيز أنواع أخرى من القلابات بفتحة واحدة أو أكثر لزيادة فعاليتها، وهو إعداد نموذجي في العديد من الطائرات الحديثة. تُعرف هذه القلابات المشقوقة كما هو موضح أعلاه. جرب فريدريك هاندلي بيج تصميمات الفتحات الأمامية والخلفية في العشرينات والثلاثينيات.
- تهدف المفسدات إلى إحداث سحب وتقليل الرفع عن طريق «إفساد» تدفق الهواء فوق الجناح. المفسد أكبر بكثير من قلاّبة غورني، ويمكن سحبه. عادةً ما يتم تثبيت المفسدين على وتر متوسط على السطح العلوي للجناح، ولكن يمكن أيضًا تثبيته على السطح السفلي للجناح أيضًا.
- تستخدم الفرامل الهوائية لزيادة السحب، مما يسمح للطائرة بالتباطؤ بسرعة. عند تثبيتها على الأجنحة فإنها تختلف عن القلابات والمفسدين من حيث أنها لا تهدف إلى تعديل المصعد وهي مبنية بقوة كافية ليتم نشرها بسرعات أعلى بكثير.
- تتشابه الجنيحات (Ailerons) مع القلابات (وتعمل بنفس الطريقة)، ولكنها تهدف إلى توفير التحكم الجانبي، بدلاً من تغيير خصائص الرفع لكلا الجناحين معًا، وبالتالي تعمل بشكل تفاضلي - عندما يزيد الجنيح في أحد الأجنحة من قوة الرفع، يكون العكس. الجنيح لا يعمل، وغالبًا ما يعمل على تقليل الرفع. عندما يتم تصميم الجنيح للأسفل بالتزامن مع القلابات، فإنها تسمى عادةً الجُنيح القلاّب (flaperons)، بينما تسمى الجنيحات التي تفسد الرفع (توضع عادةً على السطح العلوي قبل الحافة الخلفية) سبويلرون (spoilerons).

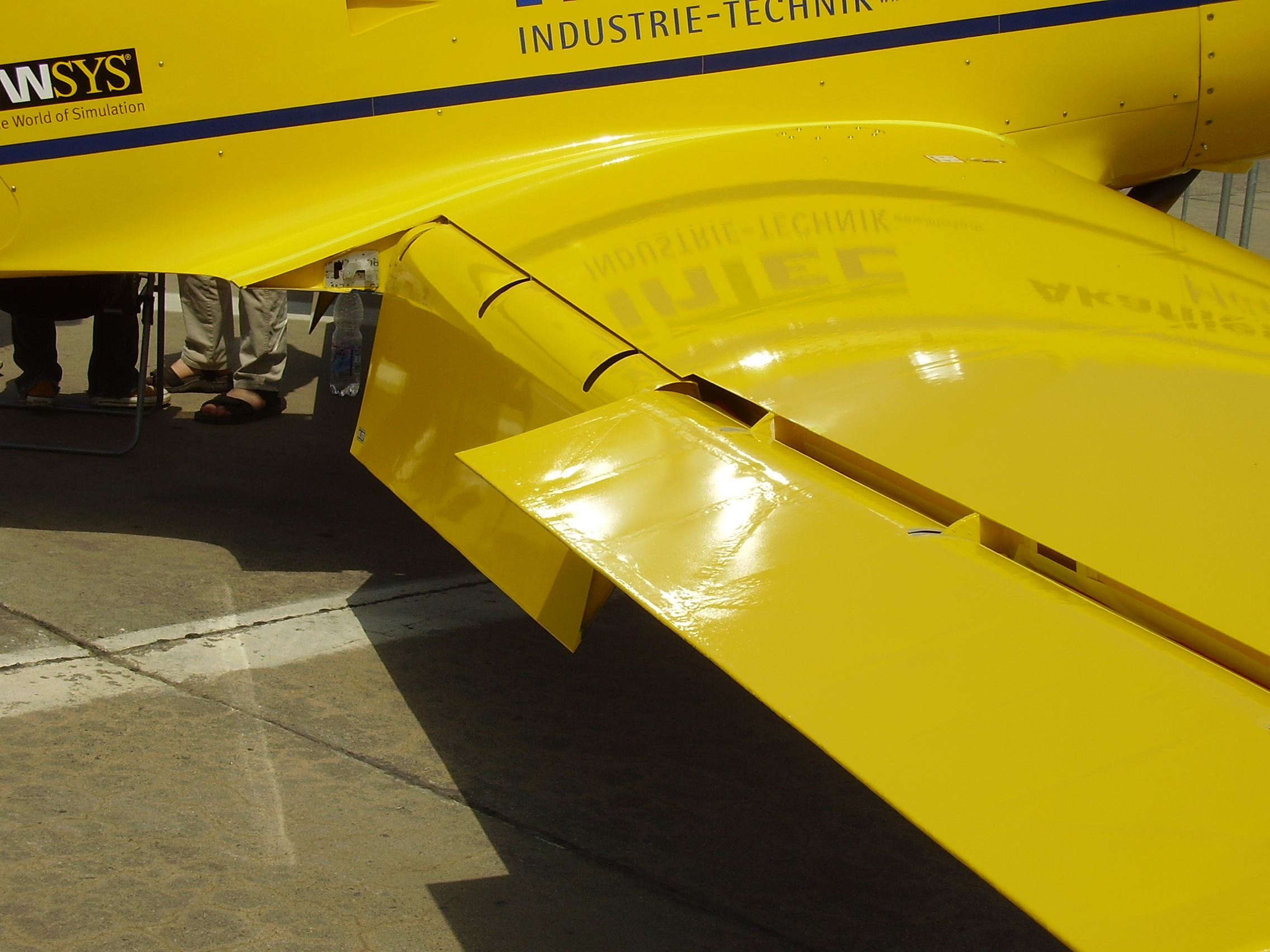
قلاّبة بسيطو عند نشرها بالكامل.
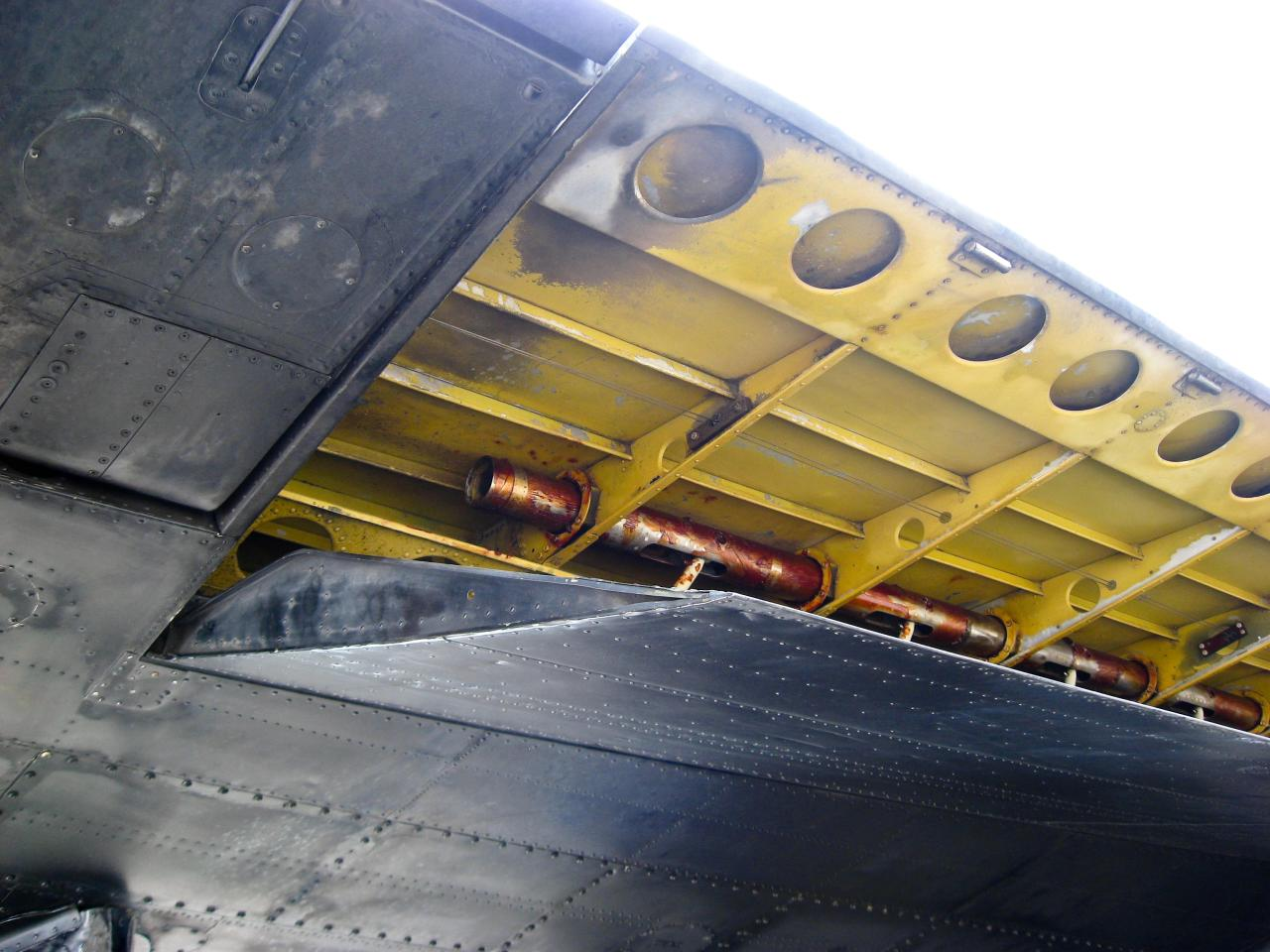
قلاّبة منقسم على قاذفة قنابل من الحرب العالمية الثانية
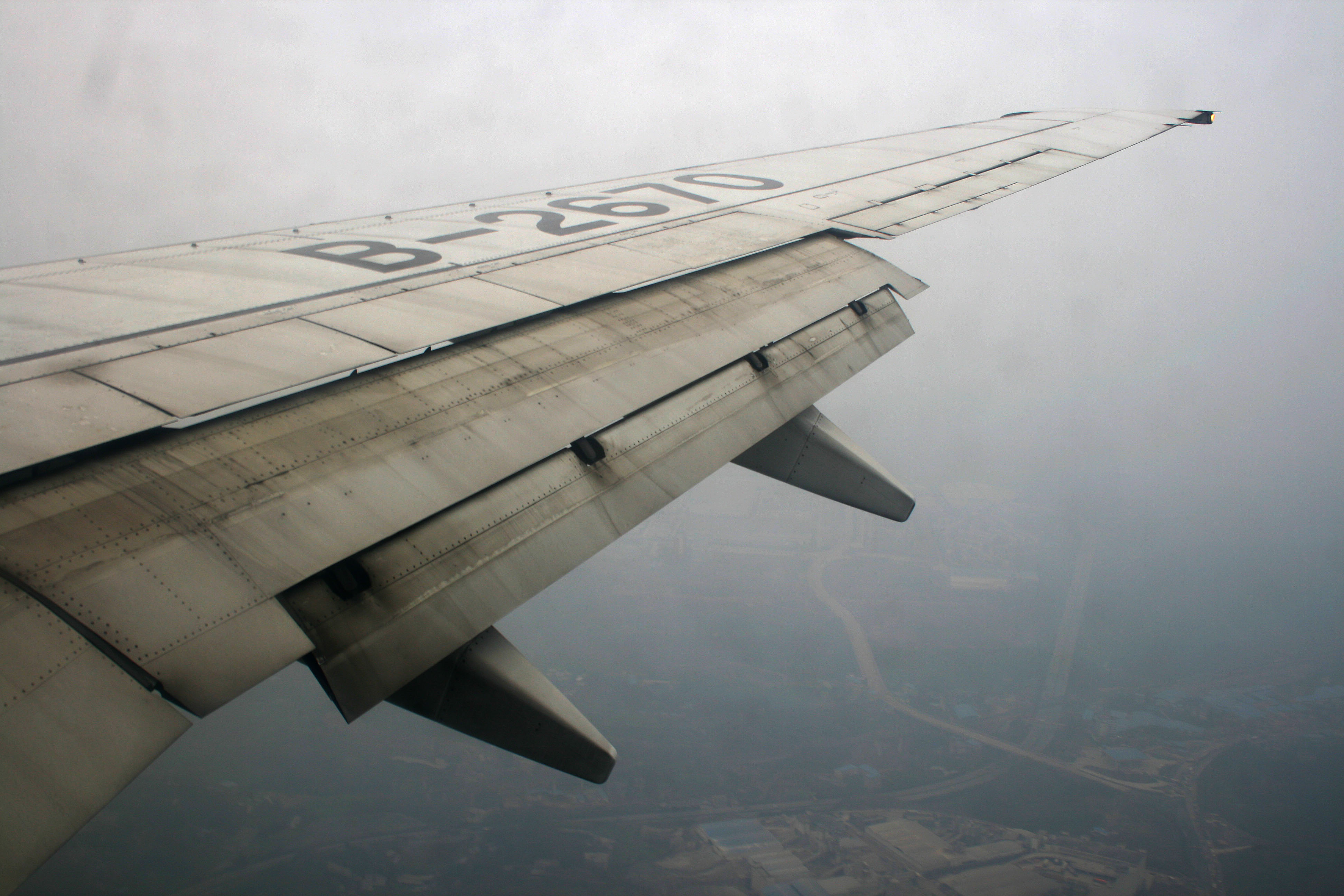
تم تمديد القلابات المزدوجة المشقوقة من Fowler للهبوط
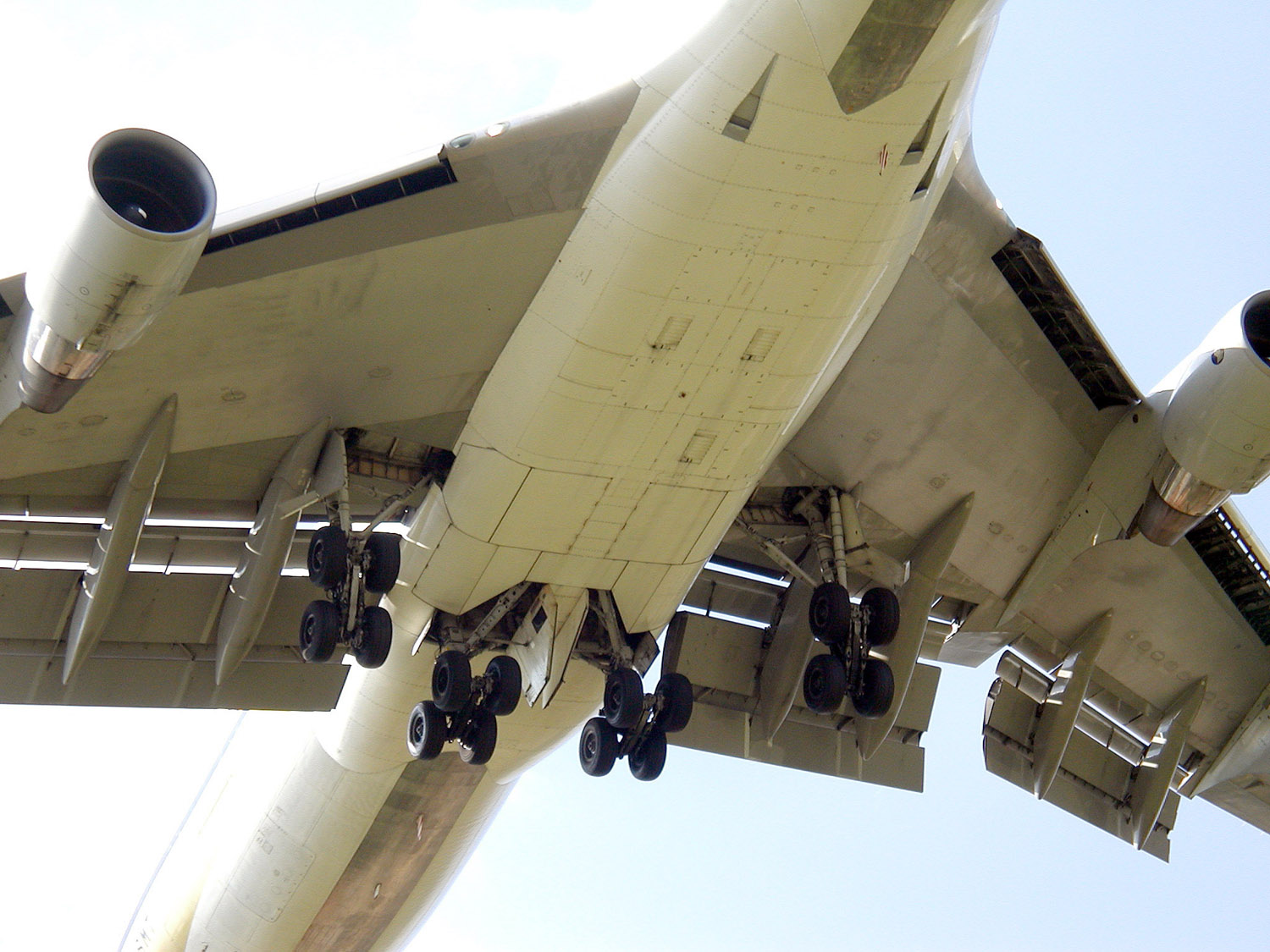
قلاّبة كروغر وقلاّبة الحافة الخلفية ثلاثية الفتحات لطائرة بوينغ 747 ممتدة للهبوط
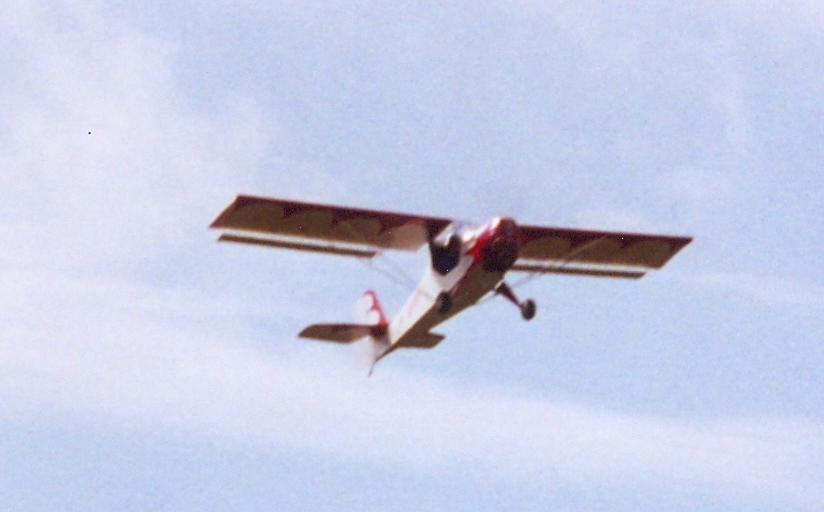
قلاّبة يونكرز، تتضاعف مثل الجنيحات.

### فهرس
- Clancy، L.J. (1975). "6". Aerodynamics. London: Pitman Publishing Limited. ISBN:978-0-273-01120-0.
- Gunston, Bill, The Cambridge Aerospace Dictionary Cambridge, Cambridge University Press 2004, (ردمك 978-0-521-84140-5)/(ردمك 0-521-84140-2)
- Windrow, Martin C. and René J. Francillon. The Nakajima Ki-43 Hayabusa. Leatherhead, Surrey, UK: Profile Publications, 1965.